# NGC 3054
إن جي سي 3054 مجرة حلزونية متوسطة في اتجاه كوكبة الشجاع على بعد 128 مليون سنة ضوئية.
في يناير 2006، لوحظ وجود مستعر أعظم (NGC 3054) في إن جي سي 3054. اكتشفت المجرة من قبل كريستسيان هنري فريدريك بيترز في 1859. وربما هو في مجموعة المجرة نفس NGC 2935

## وصلات خارجية
- SIMBAD: NGC 3054 -- Galaxy
- Some pretty pictures!
- إن جي سي 3054 على موقع ويكي سكاي: DSS2, SDSS, GALEX, IRAS, Hydrogen α, X-Ray, Astrophoto, Sky Map, Articles and images